# Ferrari 250 GTO
Ferrari 250 GTO — автомобіль класу гран-туризмо, який вироблявся Ferrari з 1962 по 1964 роки для участі в перегонах FIA категорії GT3.

## Історія

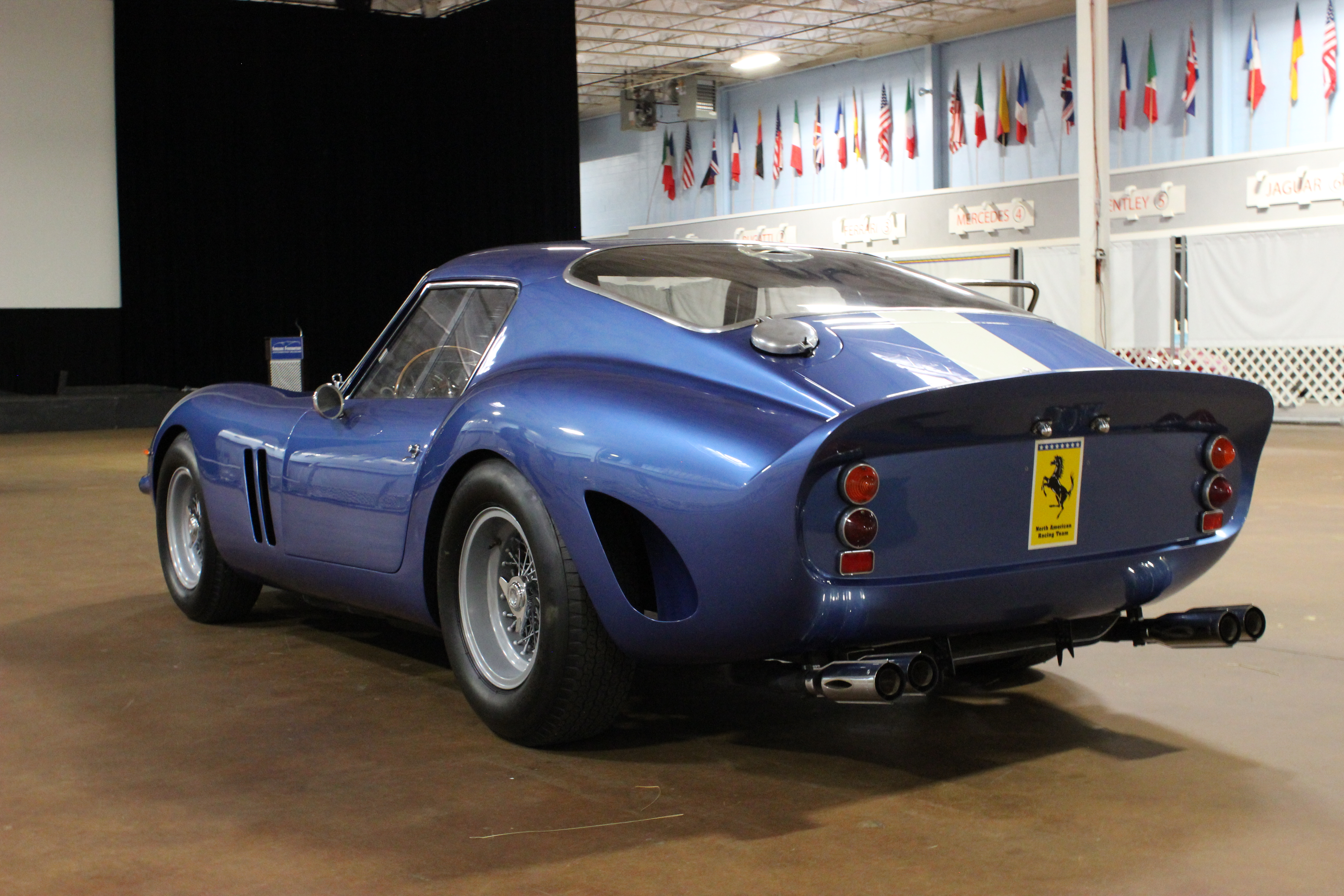
Ferrari 250 GTO

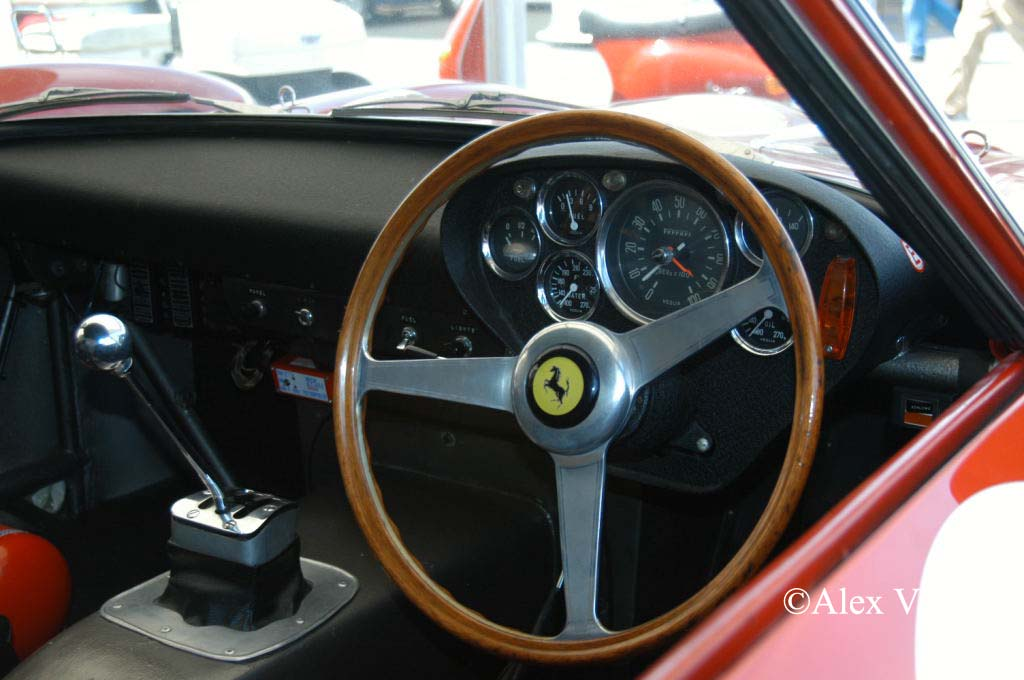

Число 250 в назві автомобіля показує об'єм кожного циліндра двигуна в кубічних сантиметрах, а друга частина назви — абревіатура від італійського «Gran Turismo Omologata», перекладається як «автомобіль, що допущений до перегонів».
Новий GTO коштував $18,000 (в США), а покупця повинен був схвалити особисто Енцо Феррарі та його представник в Північній Америці Луїджі Чинетті.
В період з 1962 по 1963 рік було виготовлено 36 автомобілів. 1964 року було представлено на ринок так звану другу серію, зовнішність якої була дещо змінена. Товариство виготовило всього три таких автомобілі, а чотирьом «старим» моделям поставили новий кузов. Таким чином загальне число випуску автомобілів цієї моделі становило 39 штук.
У 2004 році журнал Sports Car International поставив 250 GTO на восьме місце в рейтингу «Найкращі автомобілі 60-х років», а журнал Motor Trend Classic назвав її «найкращою Феррарі із коли-небудь випущених».
У 2012 році за повідомленням порталу autocentre.ua, автомобіль був проданий за майже 260 мільйонів гривень, що є другим найдорожчим автомобілем в історії.
У серпні 2014 року Ferrari 250 GTO, на якому в 1962 році в Монлері розбився Анрі Орейє, був проданий за 38,1 мільйона доларів.
У серпні 2018 року раритетний Ferrari 250 GTO червоного кольору був проданий за 48,4 мільйона доларів на аукціоні Sotheby's. Транспортний засіб для продажу виставлений вищим співробітником корпорацій Microsoft Грегом Віттеном.

## Версія для перегонів Le Mans

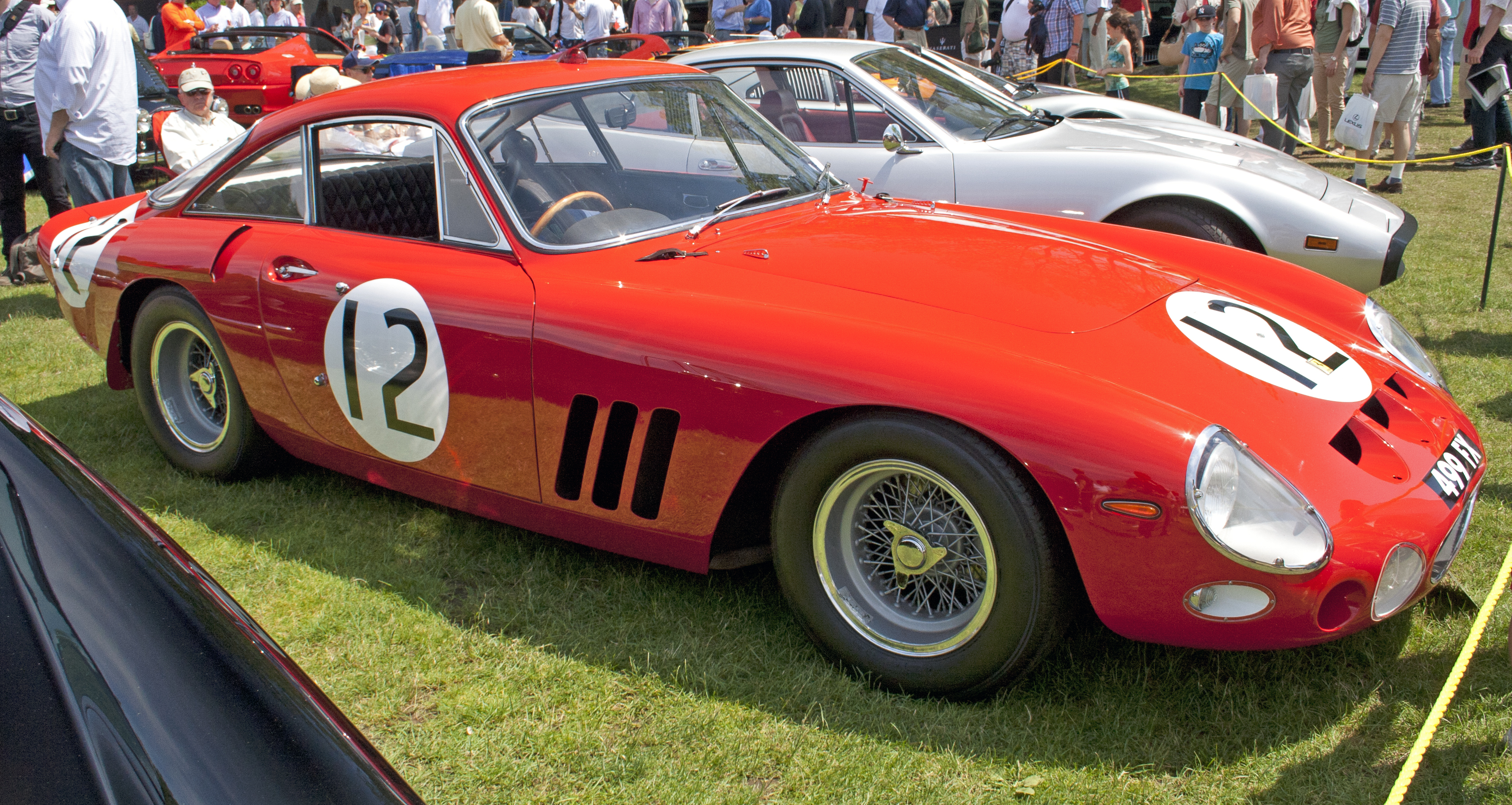
Ferrari 330 LMB

Модифікації Ferrari 330 LMB «Le Mans Berlinettas» у 1963 році були створені всього чотири. Ці більш потужні версії серійного Ferrari 250 GTO, оснащені 4-літровим двигуном потужністю 330 к.с. Один з автомобілів «вийшов на пенсію» в тому ж 63-му. Три інших продовжили створювати славу Ferrari на треку. Тепер кожен із цих раритетних спортсменів коштує не менше 15 мільйонів доларів. Один з автомобілів оснащений одразу трьома карбюраторами. У 1974 році цей автомобіль придбав американець Інвар Блюменау. Він віддав його на реставрацію та подальше зберігання в гаражі знаменитого в середовищі фанатів Ferrari механіка Дональда Фонга. 18 березня 1977 року спорткар був викрадений. З того часу, як він неодноразово з'явився на підпільних аукціонах, але кожен раз, коли автомобіль успішно їхав з молотка, раніше ніж законний власник вийшов на продавців. У результаті раритет виявився в колекції голови ради директорів Samsung Electronics Лі Кун-Хі. Тепер Інвар Блюменау планує через суд повернути спортсмена у свою колекцію.

## Двигун
- 2,953 л Tipo 168 Comp/62 60º V12 SOHC 24v 300 к.с. при 7500 об/хв, 294 Нм при 5500 об/хв